# Antonietta Meo
Antonietta Meo, detta Nennolina (Roma, 15 dicembre 1930 – Roma, 3 luglio 1937), è stata una bambina italiana dichiarata venerabile dalla Chiesa cattolica nel 2007.

## Biografia
Conosciuta col vezzeggiativo di Nennolina, fin dall'età di tre anni manifestò un vivo senso dell'amore di Dio, esprimendolo sempre più intensamente con letterine che dettava a sua madre, finché non imparò a scrivere personalmente.
A quattro anni, mentre ancora frequentava l'asilo, venne iscritta alla sezione "Piccolissime" della Gioventù Femminile dell'Azione Cattolica. Indossava sempre e con fierezza il distintivo e ogni tanto chiedeva di vedere la tessera per ammirarla. Quando arrivavano i giornali poi, racconterà la madre, se li faceva leggere e rileggere e ne imparava a memoria le figure. Nel gennaio del 1936, pur non avendo l'età richiesta, venne iscritta tra le "Beniamine", visto che era stata ammessa a ricevere la Prima Comunione.
Il 29 novembre 1936 fece la sua Prima Confessione e nella notte di Natale ricevette la Prima Comunione.
Colpita da un tumore osseo che le causò prima l'amputazione della gamba sinistra e la portò poi alla precocissima morte, non perdette mai la serenità e la gioia, ma offrì le proprie sofferenze e la stessa vita a Gesù.
La Gioventù Femminile promosse fin dal 1941 la causa di beatificazione per espresso volere di Armida Barelli, allora presidentessa nazionale, ed ancora oggi l'Azione Cattolica Italiana ne è promotrice.
La Chiesa ha aperto per Antonietta Meo un processo di beatificazione, riconoscendo che, pur così piccola, la bambina ha praticato, in maniera proporzionata alla sua età, l'eroismo delle virtù.
Se il processo di beatificazione si dovesse concludere con esito positivo, Nennolina diverrebbe la più giovane santa non martire mai proclamata dalla Chiesa cattolica. Alcuni studiosi vorrebbero che diventasse anche Dottore della Chiesa, per la portata spirituale degli scritti che ci ha lasciato nella sua breve vita.

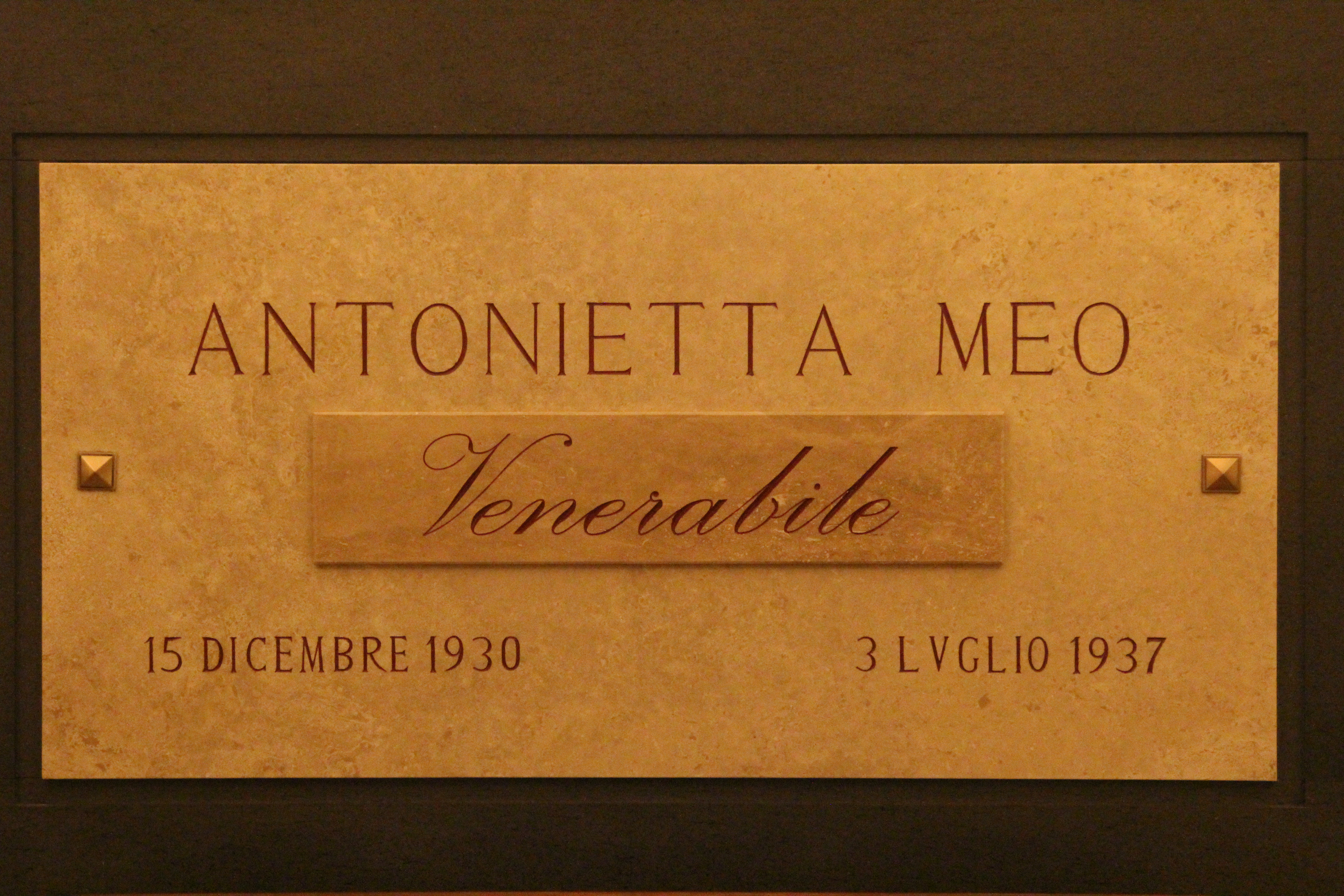
Scritta commemorativa della piccola nella Basilica di Santa Croce in Gerusalemme, dove fu sepolta

È sepolta nella basilica di Santa Croce in Gerusalemme, a Roma.